# Federico Magnus de Erbach-Fürstenau
El Conde Federico Magnus de Erbach-Fürstenau (18 de abril de 1575 - 26 de marzo de 1618) fue un príncipe alemán miembro de la Casa de Erbach y gobernante sobre Fürstenau y Reichenberg.
Nacido en Erbach, era el tercer vástago y el segundo hijo varón (aunque el mayor en sobrevivir) del Conde Jorge III de Erbach-Breuberg y de su segunda esposa Ana, hija del Conde Federico Magnus de Solms-Laubach-Sonnenwalde. Fue nombrado en honor a su abuelo materno.

## Biografía
Después de la muerte de su padre, Federico Magnus y sus hermanos supervivientes se dividieron los dominios de Erbach en 1606: él recibió los distritos de Fürstenau y Reichenberg.
Federico Magnus murió en Reichenberg a la edad de 42 años y fue enterrado en Michelstadt. Debido a que no tenía hijos varones supervivientes, sus hermanos se dividieron sus dominios entre ellos.
- Datos: Q2600961
- Multimedia: Frederick Magnus, Count of Erbach-Fürstenau / Q2600961